# Kalvsveds missionshus
Kalvsveds missionshus är en kyrkobyggnad i Västra Ryd. Kyrkan tillhör Västra Ryds missionsförsamling (Svenska Missionsförbundet) som numera är en del av Equmeniakyrkan.
I kyrkan fanns ett harmonium och piano.